# John Wetton
John Kenneth Wetton Derby, Anglaterra, 12 de juny del 1949 - 31 de gener del 2017) fou un músic conegut pel seu pas per formacions com Asia, U.K. i King Crimson entre moltes d'altres. Abans dels deu anys, es va traslladar amb la seva família a Bournemouth, on va créixer escoltant el seu pare i el seu germà gran tocar el piano. Aviat va enfocar el seu interès cap a la guitarra, fet potenciat per l'amistat amb el seu company d'escola Richard Palmer-James, amb qui aviat va establir relacions musicals, ja com a baixista i cantant, formant part de Corvettes, Palmer-James Group i, finalment, Tetrad.
La següent formació a la que s'integrà, i la primera amb qui va gravar i editar un disc, fou Mogul Thrash. La seva durada va ser efímera, però li va servir per fer-se un nom en el circuit musical de Londres. Va començar a treballar amb George Martin com a músic de sessió, col·laborant com a baixista en un gran nombre de discos i concerts d'altres artistes.

## Grups on va tocar
- Mogul Thrash (1971)
- Gordon Haskell (1972)
- Family (1971-1972)
- Larry Norman (1972)
- King Crimson (1972-1974)
- Uriah Heep (1975-1976)
- U.K. (1977-1980, 2011-2015)
- Jack-Knife (1979)
- Wishbone Ash (1980)
- John Wetton (1980–2017)
- Asia (1981–1983, 1984–1986, 1989–1991, 2006-2017)
- Qango (1999-2000)
- Icon (Wetton/Downes) (2002, 2005-2009)

## Discografia

### Àlbums
- Caught in the Crossfire, 1980, E'G/Polydor Records.
- King's Road, 1972-1980, 1987, E'G/Virgin Records.
- One World (amb Phil Manzanera), 1987, Geffen Records.
- Battle Lines, 1994, Eclipse Records.
- Chasing the Dragon (Live), 1995, Eclipse Records.
- Akustika (Live), 1996, Blueprint Records.
- Arkangel, 1997, Eagle Records.
- Chasing the Deer (BSO), 1998, Blueprint Records.
- Hazy Money Live in New York, 1998, Blueprint Records.
- Live in Tokyo, 1998, Blueprint Records.
- Monkey Business (amb Richard Palmer-James), 1998, Blueprint Records.
- Sub Rosa Live in Japón, 1998, Blueprint Records.
- Nomansland Live in Polonia, 1999, Giant Electric Pea Records.
- Welcome to Heaven, 2000, Avalon Records.
- Sinister, 2001, Giant Electric Pea Records.
- Live in Argentina, 2002, Blueprint Records.
- Live in Estocolmo 1998, 2003, Blueprint Records.
- Rock of Faith, 2003, Giant Electric Pea Records.
- Live in Osaka, 2003, Blueprint Records.
- From the Underworld, 2003, Classic Rock Legends.
- One Way or Another (amb Ken Hensley), 2003, Classic Rock Legends.
- Amata, 2004, Metal Mind Records.
- Icon (amb Geoff Downes), 2005, Melodic Symphony/Frontiers Records/UMe Digital (US).
- Raised in Captivity, 2011, Symphony Rock.

### EP
- Heat of the Moment '05 (amb Geoff Downes), 2005, Frontiers Records.